# Bóbitás fácán
A bóbitás fácán vagy Wallich-fácán (Catreus wallichii) a madarak osztályának tyúkalakúak (Galliformes) rendjébe és a fácánfélék (Phasianidae) családjába tartozó Catreus nem egyetlen faja.

## Rendszerezése
A fajt Thomas Hardwicke angol zoológus írta le 1827-ben, a Lophophorus  nembe Lophophorus (Phasianus) Wallichii néven. A tudományos nevét Nathaniel Wallich dán botanikusról kapta.

## Előfordulása
A Himalája hegységben, India, Nepál és Pakisztán területén honos. Természetes élőhelyei a szubtrópusi vagy trópusi mocsári erdők, mérsékelt övi cserjések és füves puszták.

## Megjelenése
A hímek testhossza 90-118 centiméter, ebből a farka 45–58 centiméter, a tojóé 61–76 centiméter, ebből a farka 32–47 centiméter. A hím testtömege 1250–1800 gramm, a tojóé 900–1360 gramm. A hím tollazata szürke, a tojóé barna.  
|  |  |

## Életmódja
Gyökerekkel, gumókkal, hagymákkal és magvakkal táplálkozik, de időnként rovarlárvákat és földigilisztákat is fogyaszt.

## Természetvédelmi helyzete
Az elterjedési területe elég nagy, de szétapródozott, egyedszáma  2000-2700 példány közötti és csökken. A Természetvédelmi Világszövetség Vörös listáján sebezhető fajként szerepel.